# Symphimus
Symphimus is een geslacht van slangen uit de familie toornslangachtigen (Colubridae) en de onderfamilie Colubrinae.

## Naam en indeling
De wetenschappelijke naam van de groep werd voor het eerst voorgesteld door Edward Drinker Cope in 1870.
Er zijn twee soorten, Symphimus mayae behoorde eerder tot de geslachten Entechinus en Opheodrys.

### Soorten
Het geslacht omvat de volgende soorten, met de auteur en het verspreidingsgebied.
| Naam                  | Auteur      | Verspreidingsgebied       |
| --------------------- | ----------- | ------------------------- |
| Symphimus leucostomus | Cope, 1869  | Mexico                    |
| Symphimus mayae       | Gaige, 1936 | Mexico, Belize, Guatemala |

## Verspreiding en habitat
De soorten komen voor in delen van Midden-Amerika en leven in de landen Mexico, Guatemala en Belize. De habitat bestaat onder andere uit zowel vochtige als drogere tropische en subtropische bossen.

## Beschermingsstatus
Door de internationale natuurbeschermingsorganisatie IUCN is aan beide soorten een beschermingsstatus toegewezen. De slangen worden beschouwd als 'veilig' (Least Concern of LC).